# 希巴·阿布克
希巴·阿布克（Hiba Abouk，1986年10月30日—）是一位突尼斯裔西班牙女演员。
希巴·阿布克生于马德里，她的父母是突尼斯人，不過她的父系來自利比亚，她的曾祖父是罗姆人。 她的父母早先从突尼斯移民至西班牙。 

## 个人生活
阿布克於2020年与摩洛哥足球运动员阿什拉夫·哈基米结婚。他们育有两个儿子。  2023年3月，阿布克宣布离婚。
阿布克会说西班牙语、阿拉伯语、英语、意大利语和法语。 